# Куаутемок Бланко
Куаутемок Бланко Браво (ісп. Cuauhtémoc Blanco Bravo; 17 січня 1973, Мехіко) — мексиканський футболіст, нападник. Один із найвидатніших футболістів Мексики 1990-х — 2000-х років.
П'ятнадцять років (виключаючи кілька оренд) Бланко був вірний своїй команді «Америка» (Мехіко), будучи ідолом її фанів. І тільки в 2007 році вирішив змінити обстанову, перебравшись до МЛС. 2010 року знову повернувся на батьківщину, намагаючись підняти другодивізіонний «Веракрус» у мексиканську еліту, після чого пограв ще за кілька мексиканських клубів і закінчив кар'єру 2016 року в рідній «Америці».
Бланко — єдиний мексиканський футболіст, який завоював міжнародні нагороди ФІФА — «Срібний м'яч» і «Срібний бутс» Кубка конфедерацій 1999 року. Чотириразовий MVP (найцінніший гравець) чемпіонату Мексики. Ділить перше місце з Роналдіньо як найкращий бомбардир Кубка конфедерацій. На другому місці в списку найкращих бомбардирів збірної Мексики та клубу «Америка». Бланко також знаходиться на другому місці в списку бомбардирів збірної Мексики на чемпіонатах світу і в Кубку Лібертадорес.

## Клубна кар'єра
Народився в Тепіто, неблагополучному і відомому високим рівнем злочинності передмісті Мехіко.

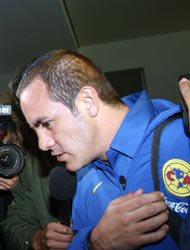
Бланко в період виступів за «Америку»

У 1992 році дебютував у складі «Америки» з Мехіко. У сезоні 1994/95 пробився в основний склад клубу. Наступні два сезони залишався гравцем «основи». Сезон 1997/98 провів в оренді в «Некаксі». Після повернення провів два сезони в основному складі «Америки».
У сезонах 2000/01 і 2001/02 виступав на правах оренди за іспанський «Реал Вальядолід», де не зміг проявити себе належним чином.
Повернувшись в рідну «Америку», відіграв за неї п'ять сезонів, будучи лідером клубу. Виграв у її складі Клаусуру 2005, Суперкубок Мексики 2005, Кубок чемпіонів КОНКАКАФ 006, посів 4-е місце на клубному чемпіонаті світу 006 року.
3 квітня 2007 року перейшов в клуб «Чикаго Файр», з американської вищої ліги MLS, де виступав до 2009 року, будучи лідером і капітаном команди. В MLS Бланко отримував другу за розмірами після Девіда Бекхема зарплату (2,7 мільйона доларів за сезон).
Після його відходу з «Америки» президент цього клубу Гільєрмо Каньєдо оголосив, що десятий номер, під яким грав Бланко, буде виведений з обігу на п'ять років, в знак поваги до заслуг гравця перед клубом.
У листопаді 2008 року Бланко був на короткий час орендований мексиканським клубом «Сантос Лагуна» для гри за цю команду в плей-оф (Лігільї) Апертури 2008. «Сантосу» потрібен був сильний форвард, здатний замінити травмованого Крістіана Бенітеса, одного з лідерів цієї команди і всієї мексиканської Прімери. В 1/4 фіналу «Сантос» двічі обіграв «Сан-Луїс» (3:1; 2:1) (у другому з цих матчів Бланко забив з пенальті), а в півфіналі за сумою двох матчів поступився майбутньому чемпіону «Толуці» (0:0; 1:2). Після цього Бланко повернувся в «Чикаго Файр».

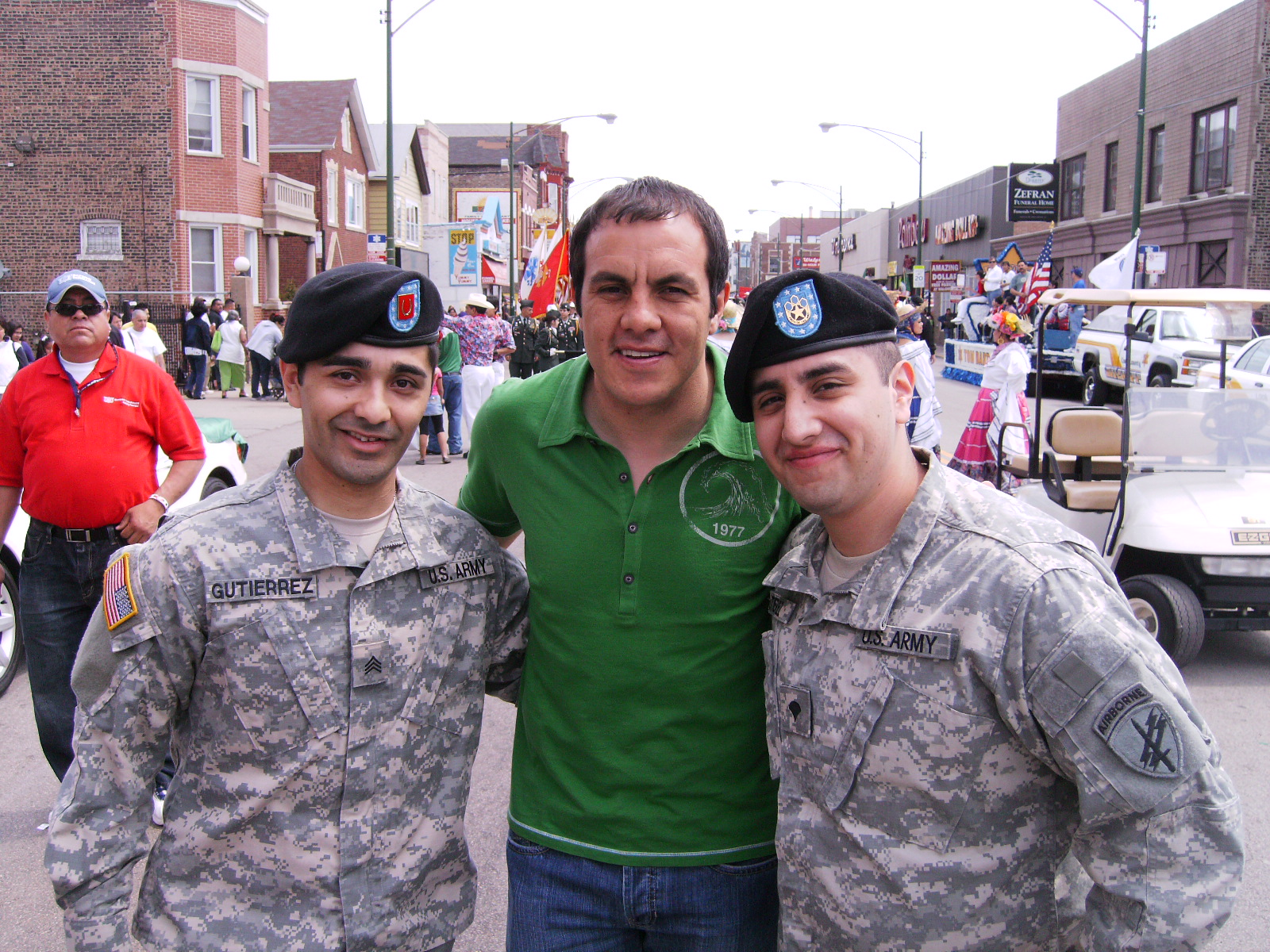
Бланко в період виступів за «Чикаго Файр». Чикаго, 2009

У жовтні 2009 року Бланко оголосив, що не буде продовжувати контракт з клубом «Чикаго Файр» і замість цього буде грати за клуб «Веракрус» з Ліги Ассенсо, другого по силі дивізіону Мексики, починаючи з січня 2010 року.
Влітку 2010 року перейшов в клуб «Ірапурато», також з Ліги Ассенсо. У команді з Бланко, клуб домігся значних успіхів і виграв сезон Клаусури 2011, але не зміг вийти у Прімеру, поступившись у фіналі за підвищення клубу «Тіхуані».
У грудні 2011 року, не зумівши укласти контракт з клубами Прімери, 39-ти річний Бланко перейшов в іншу команду другого дивізіону — «Дорадос де Сіналоа». Бланко заявив, що ця команда буде останньою в його професійній футбольній кар'єрі, закінчивши гру з якою він буде пробувати себе в тренерській професії.
Наприкінці 2012 року в складі «Дорадос де Сіналоа» став володарем Кубка Мексики.
По завершенню сезону Клаусури 2013 покинув «Дорадос де Сіналоа», але вирішив продовжити кар'єру футболіста і підписав контракт з клубом «Лобос БУАП» ліги другого дивізіону Ассенсо МХ (колишньої Ліги Ассенсо). Бланко провів один рік з «Лобос БУАП», після чого вирішив не продовжувати контракт.
Куаутемок не приховував бажання «піти на пенсію» граючи за клуб вищого дивізіону, по можливості з клубом «Америка», в якому почалася його кар'єра. Пропозиції від «Америки» не надійшло, але 41-річним гравцем зацікавився клуб «Пуебла» з Ліги МХ, який намагався втриматися від вильоту з вищого дивізіону. 9 травня 2014 року «Пуебла» заявила про підписання контракту з Бланко, що означало повернення гравця в вищу лігу після шестирічної відсутності.

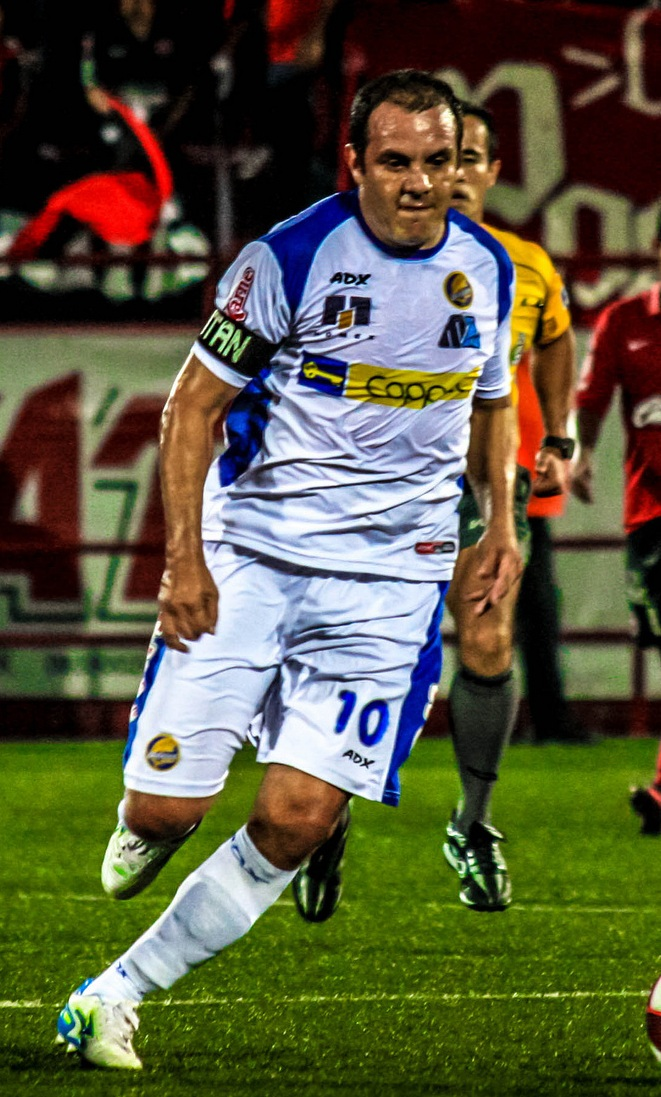
Куаутемок Бланко в складі «Дорадос де Сіналоа». 2012 рік.

21 квітня 2015 року у складі «Пуебли» 42-річний Бланко став володарем Кубка Мексики сезону Клаусури 2015. Після матчу Куаутемок Бланко оголосив про завершення своєї футбольної кар'єри.
У лютому 2016 року було оголошено, що 43-річний Бланко буде брати участь в офіційному матчі сезону Клаусури 2016 за клуб «Америка», в якому він почав кар'єру. Участь у матчі дозволило б йому офіційно закінчити кар'єру граючи за рідний клуб. 5 березня 2016 року Бланко вийшов на поле стадіону «Ацтека» в футболці «Америки» під номером «100», зігравши 36 хвилин у матчі проти «Морелії». В ході гри Куаутемок продемонстрував свій класичний фінт «Куаутемінья» і здійснив два прямих удари по воротах суперника, один з яких, з-за меж штрафного майданчика, влучив у поперечину. Матч завершився перемогою «Америки», 4:1.

## Міжнародна кар'єра
Уперше зіграв за збірну Мексики 1 лютого 1995 року в матчі проти Уругваю.
Брав участь у трьох чемпіонатах світу: 1998, 2002 і 2010 років, на кожному з них забив по голу.
Виграв у складі збірної Кубок конфедерацій (1999) і два Золотих кубка КОНКАКАФ (1996, 1998).
На ЧС-2006 його не взяв тренер Рікардо Лавольпе, з яким у Бланко склалися погані взаємини. Тренер пояснював це поганою формою Бланко, а Куаутемок вже після вильоту Мексики з турніру виступив з різкою критикою Лавольпе.
Оголосив про завершення кар'єри в збірній Мексики, після матчу 10 вересня 2008 проти Канади, матч був виграний мексиканцями 3:0, Бланко вийшов на заміну за сім хвилин до його кінця.
Повернувся в збірну Мексики в 2009 році. У 2010 році на чемпіонаті світу в ПАР Бланко став найстаршим польовим гравцем серед всіх футболістів. 17 червня забив гол з пенальті у ворота збірної Франції.
28 травня 2014 року 41-річний Бланко востаннє виступив за збірну Мексики в товариському матчі зі збірною Ізраїлю на стадіоні «Ацтека». Матч став бенефісом на його честь. Куаутемок стартував у пов'язці капітана збірної під номером «10» і провів 38 хвилин на полі, після чого його замінив Хав'єр «Чічаріто» Ернандес. Матч завершився перемогою Мексики, 3:0.

## Політична кар'єра
У січні 2015 році Бланко зареєструвався кандидатом від Соціал-демократичної партії Мексики з метою балотуватися на пост мера заможного передмістя Мехіко — міста Куернавака. У міських виборах у червні 2015 року Куаутемок Бланко здобув перемогу і був обраний мером міста. Як з'ясувалося згодом, при реєстрації кандидатом на посаду мера Бланко використав у своєму резюме текст зі статті про себе у іспанській Вікіпедії.

## Досягнення

### Клубні
«Америка»
- Чемпіон Мексики: Клаусура 2005
- Володар Суперкубка Мексики: 2005
- Володар Кубка чемпіонів КОНКАКАФ: 2006

 «Irapuato»
- Чемпіон Ліги Ассенсо: Клаусура 2011

 «Дорадос де Сіналоа»
- Володар Кубка Мексики: 2012

 «Пуебла»
- Володар Кубка Мексики: Клаусура 2015

### У збірній
- Срібний призер Панамериканських ігор: 1995
- Переможець Кубка конфедерацій: 1999
- Переможець Золотого кубка КОНКАКАФ (2): 1996, 1998
- Срібний призер Золотого кубка КОНКАКАФ: 2007
- Бронзовий призер Кубка Америки: 1997, 1999, 2007

### Особисті
- «Срібна бутса» і «Срібний м'яч» Кубка конфедерацій: 1999
- Найкращий бомбардир в історії Кубків конфедерацій: 9 голів (ділить з Роналдіньо)
- Футболіст року в Мексиці: 2001/02
- Найкращий гравець чемпіонату Мексики (4): 1997/98, 2004/05, 2005/06, 2006/07
- Автор найкращого гола року в MLS: 2007
- Символічна збірна MLS: 2008
- Найцінніший гравець «Матчу всіх зірок MLS»: 2008

## Цікаві факти
- Куаутемок Бланко — винахідник фінта «Куаутемінья», при якому м'яч затискається бутсами і в стрибку прокидується в «коридор» між гравцями суперника[30]
- У 2010—2011 роках знімався у популярній багатосерійній мексиканській теленовелі «Тріумф любові» в ролі Хуана Хосе «Хуанхе»[31]